# Kaseko
Kaseko é um gênero musical oriundo do Suriname. É uma fusão de estilos africanos, europeus e americanos. O termo Kaseko deriva de casser le corps (quebrar o corpo) que se referia a uma dança rápida da Guiana Francesa durante o período em que a escravidão era legal na região. Kaseko está ligado a outros estilos locais como kawina; como eles, eles usam a expressão e estilo contrafrase acompanhada por ritmos complexos. Os instrumentos incluem bateria, saxofone, trompete e trombone.
Kaseko inicialmente evoluiu de Bigi Poku, que era um estilo dos anos 30 tocado por brass bands em festivais, fortemente influenciado pelo jazz Dixieland. Mais tarde, calipso, samba, rock and roll e outros estilos deixaram uma influência. Na década de 1970, os expatriados surinameses que vivem nos Países Baixos, popularizaram o Kaseko.